# 도상우
도상우(都想友, 1987년 12월 25일 ~ )는 대한민국의 배우이자 모델이다.

## 연기 활동

### 드라마
- 2011년 tvN 월화드라마 《꽃미남 라면가게》 ... 김두현 역
- 2014년 SBS 수목드라마 《괜찮아, 사랑이야》 ... 최호 역
- 2014년 KBS2 단막극 《KBS 드라마 스페셜 - 모퉁이》
- 2014년 문화방송 주말드라마 《전설의 마녀》 ... 마도진 역
- 2015년 tvN 금토드라마 《구여친클럽》 ... 조건 역
- 2015년 문화방송 주말드라마 《내 딸, 금사월》 ... 주세훈 역
- 2018년 tvN 수목드라마 《하늘에서 내리는 일억 개의 별》 ... 장우상 역
- 2019년 KBS2 단막극 《KBS 드라마 스페셜 - 감전의 이해》 ... 정성욱 역
- 2019년 TV조선 주말드라마 《간택 - 여인들의 전쟁》 ... 이재화 역
- 2020년 SBS 금토드라마 《편의점 샛별이》 ... 조승준 역
- 2021년 문화방송 금토드라마 《옷소매 붉은 끝동》 ... 사도세자 역 (특별출연)
- 2021년 JTBC 월화드라마 《한 사람만》 ... 조시영 역
- 2022년 tvN 주말드라마 《환혼 빛과 그림자》 ... 서윤오 역
- 2023년 KBS2 월화드라마 《오아시스》 ... 김형주 역
- 2023년 Netflix 드라마 《너의 시간 속으로》 ... 도현 역 (특별출연)
- 2025년 KBS2 토일드라마 《은수 좋은 날》... 강휘림 역

### M/V
- 2014년 정준일 - 고백
- 2012년 이현 - 너니까

## 그 외 활동

### 예능
- 2011년 tvN 《꽃미남 캐스팅, 오! 보이》
- 2014년 온스타일 《스타일 로그》 MC
- 2015년 SBS 《일요일이 좋다 - 런닝맨》 - 게스트 출연
- 2015년 SBS 《정글의 법칙 - 히든킹덤》
- 2020년 SBS 《런닝맨》 - 게스트 출연 (507회, 6월 14일 방송분 출연)

## 수상 및 후보
| 연도 | 시상식                    | 부문                      | 작품        | 결과 |
| ---- | ------------------------- | ------------------------- | ----------- | ---- |
| 2015 | 제10회 아시아모델상시상식 | 패셔니스타상              | 빈칸        | 수상 |
| 2015 | MBC 연기대상              | 특별기획 부문 남자 신인상 | 내딸 금사월 | 후보 |

## 경력
- 2008년 서울패션위크 이주영 패션쇼 모델
- 서울컬렉션 최범석, 곽현주, 고태용, 강동준 패션쇼
- 모델서울컬렉션 Phillip Lim, Damir Doma 패션쇼
- 모델서울컬렉션 이주영, 김선호, 구원정, 김재환 패션쇼
- 모델잡지 보그, 엘르, 쎄씨, 맨즈헬스
- 잡지 GQ, 아레나, 에스콰이아
- 헤라 서울패션위크 F/W 2016 김원중, 박지운 디자이너 87MM 쇼 모델